# هایبائو آتو
هایبائو آتو (به انگلیسی: Heibao Auto) یک شرکت خودروسازی چینی است، که در سال ۲۰۰۰ تأسیس شد.